# Dubrivka, Ciudniv
Dubrivka (în ucraineană Дубрівка) este un sat în comuna Mala Volîțea din raionul Ciudniv, regiunea Jîtomîr, Ucraina.

## Demografie
Componența lingvistică a localității Dubrivka
     Ucraineană (96,36%)
     Rusă (1,21%)
     Alte limbi (0,4%)
Conform recensământului din 2001, majoritatea populației localității Dubrivka era vorbitoare de ucraineană (96,36%), existând în minoritate și vorbitori de armeană (2,02%) și rusă (1,21%).